# شهرستان هایلند (ویرجینیا)
شهرستان هایلند، ویرجینیا (به انگلیسی: Highland County, Virginia) یک سکونتگاه مسکونی در ایالات متحده آمریکا است که در ویرجینیا واقع شده‌است.

## خصوصیات
شهرستان هایلند ۱٬۰۷۷٫۴۴ کیلومترمربع مساحت دارد.